# Ravnsbjergkirken
Ravnsbjergkirken er en moderne kirke, der blev opført på bakken Ravnsbjerg i Grøfthøjområdet i Viby da udviklingen af Aarhus-forstæderne flyttede ud i det område i 1970'erne. Den er bygget i rødbrune mursten og klinker – C.F. Møllers Tegnestue har stået for opførelsen, og udsmykningen i træ og granit er af billedhuggeren Erik Heide.

## Præster i Ravnsbjergkirken gennem tiden
- Aage Andersen 1976-1986
- Christian Højlund 1977-1983
- Ejvind Nielsen 1978-2004
- Jørgen Gleerup 1983-1991
- Edith Østergaard 1991-2020
- Emmy Haahr Jensen 1992-1998
- Peter Nino Sporleder 2004-2008
- Carsten Assenholt 2008-2018
- Rebecca Holst Andersen 2018 - nu
- Maja Søgaard Blokager 2020 - nu

## Billeder fra Ravnsbjergkirken
- Orglet er på 20 stemmer bygget af Marcussen & Søn
- Oversigt i våbenhuset over de forskellige præster gennem tiden
- Kirkerummet med Livets træ (eller Den omvendte by), med duen, helligåndens symbol, i lyset fra det store runde vindue
- Alterbord
- Alterstager i granit

## Eksterne kilder og henvisninger
- Ravnsbjergkirken hos KortTilKirken.dk
- Ravnsbjergkirken hos danmarkskirker.natmus.dk (Danmarks Kirker, Nationalmuseet)

- Wikimedia Commons har flere filer relateret til Ravnsbjergkirken